# Рето Берра
Рето Берра (нім. Reto Berra; 3 січня 1987, Бюлах, Швейцарія) — швейцарський хокеїст, воротар, виступає за «Фрібур-Готтерон» з 2018 року.

## Ігрова кар'єра
Берра почав кар'єру в Цюриху, де виступав за юніорську команду ГСК Лайонс в елітній юніорській лізі. У сезоні 2003/04 дебютував у Національній лізі B в основному складі ГСК Лайонс і добре грав у наступні роки як за юніорську, так і професійну команди. У сезоні 2005/06 був резервним воротарем Арі Суландера в Національній лізі, але знову повернувся в НЛБ.
У драфті НХЛ 2006 був обраний у четвертому раунді, під 106-м номером клубом «Сент-Луїс Блюз». У наступному сезоні Берра продовжив виступи за ГСК Лайонс, також провів два матчі у НЛА за ЦСК Лайонс. В тому ж сезоні виступав у складі швейцарської збірної U-20. Після продовження договору ЦСК Лайонс з Суландером влітку 2007 року, Берра вирішив перейти в ХК «Давос», (перший номер давосців, Йонас Гіллер перейшов до клубу НХЛ «Анагайм Дакс»).
Після двох років він залишив ХК «Давос», уклавши контракт із ХК «Біль» 15 квітня 2009 року (в сезоні 2009/10 років, виступав за клуби Лангнау Тайгерс та «Цуг»). З 1 квітня 2013 року, права на Рето були продані клубу НХЛ «Калгарі Флеймс».
Сезон 2013/14 років Рето розпочав у фарм-клубі «Флеймс» в Американській хокейній лізі «Абботсфорд Гіт». 3 листопада 2013 року дебютував у матчі «Калгарі Флеймс» — «Чикаго Блекгокс» 3:2.
Неодноразово брав участь у міжнародному турнірі Кубок Шпенглера, зокрема у 2012 році за ХК «Давос».
З сезону 2014/15 років виступає за «Колорадо Аваланч».

## На рівні збірних
Берра провів кілька матчів на рівні юніорських та молодіжних збірних Швейцарії. Свій перший великий турнір відіграв у 2005 році на чемпіонаті світу U-18. У складі молодіжної збірної відіграв на чемпіонатах світу 2006 та 2007 років.
Брав участь у складі національної збірної на чемпіонатах світу у 2012, 2013 та 2014 роках та Зимовій Олімпіаді 2014 року.

## Досягнення
- Володар Кубка Шпенглера — 2024